# Maria von Ostfelden
Maria von Ostfelden, eigentlich Maria Foitek Edle von Osterfelden (* 6. Dezember 1896 in Stanislau; † 4. April 1971 in Zürich) war eine Schauspielerin und Theaterleiterin. 1959 gründete sie das Kleintheater an der Spiegelgasse und 1963 mit Jakob Zweifel das Theater an der Winkelwiese, dessen Leiterin sie bis 1970 war.

## Leben

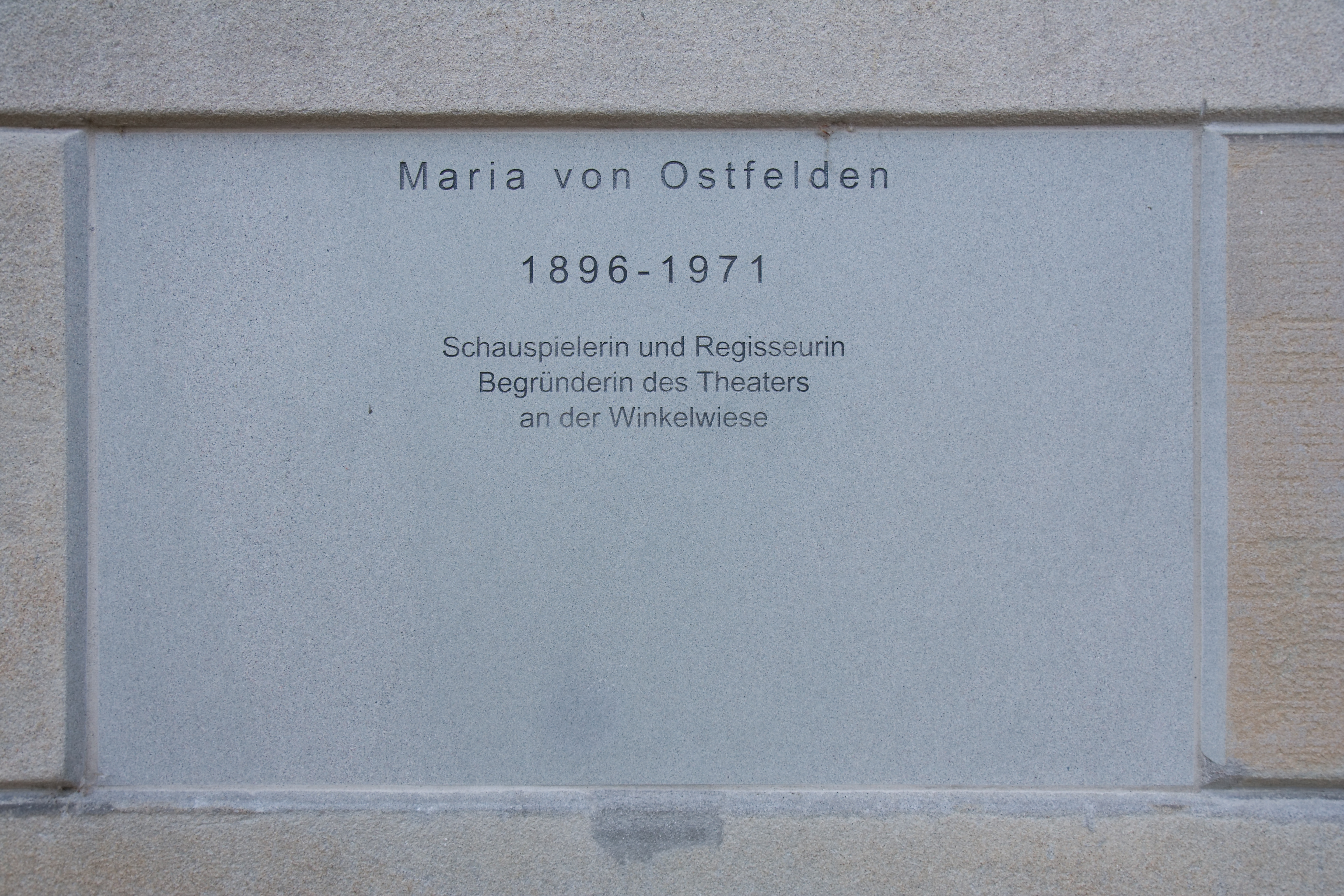
Gedenkstein in der Fassade der Villa Tobler

Maria von Ostfelden war die Tochter des Rittmeisters Alois Franz Foitik Edlen von Ostfelden und dessen Ehefrau Luise von Ostfelden, geborene Schuster. Da ihr Vater Offizier in der österreichisch-ungarischen Armee war, verbrachte sie ihre Kindheit in zahlreichen Garnisonsstädten. Sie studierte an der Universität Wien und war danach in verschiedenen Theatern, u. a. in Innsbruck, Łódź und Berlin, engagiert.
Nach der Machtergreifung 1933 ging sie in den Untergrund, nachdem sie sich bereits in den 1920er Jahren in Berlin politisch, auch als Feministin und Kämpferin für die weibliche Gleichberechtigung aktiv war. 1936 ging Maria von Ostfelden nach Wien, 1939 floh sie nach Zürich, wo sie trotz Arbeitsverbot Sprech- und Schauspielunterricht erteilte und kleine Rollen am Schauspielhaus Zürich erhielt. Nach dem Zweiten Weltkrieg studierte sie an der Universität Zürich Literatur-, Theaterwissenschaften und Psychologie, begann mit ersten Theateraufführungen und leitete ab 1964 das von ihr gegründete und von ihrem Lebenspartner Jakob Zweifel umgebaute Theater an der Winkelwiese.

## Auszeichnung
- 1966: Anerkennungspreis der Stadt Zürich für ihre Theaterarbeit